# Pagué
Pagué é um distrito de São Tomé e Príncipe, que ocupa toda a Ilha do Príncipe. Tem cerca de 7 mil habitantes e ocupa uma superfície de 142 km². A capital do distrito e localidade mais importante é Santo António.

## História
A ilha foi descoberta pelos navegadores portugueses em 17 de Janeiro de 1471. A ilha foi primeiro denominada de Santo António, e só em 1502 torna-se donataria com o nome de ilha do Príncipe. Em 1573 torna-se colónia da Coroa portuguesa. Em Agosto de 1598, foi ocupada pelos holandeses, com intenção de anexação a este reino, sendo liberta em Outubro do mesmo ano. Em 1753 uniu-se a São Tomé para formar a colónia de São Tomé e Príncipe.
No dia 29 de Abril de 1995, o distrito de Pagué tornou-se região autónoma da Ilha do Príncipe, permanecendo a cidade de Santo António como sede administrativa.

## Economia
A economia da Ilha do Príncipe tem-se baseado na aposta no turismo para o seu desenvolvimento, mas a recente descoberta de jazidas de petróleo nas suas águas abriu novas perspectivas para o futuro.

## Histórico da população
- 1940 3.124 (5,2% da população nacional)
- 1950 4.402 (7,3% da população nacional)
- 1960 4.544 (7,1% da população nacional)
- 1970 4.593 (6,2% da população nacional)
- 1981 5.255 (5,4% da população nacional)
- 1991 5.471 (4,7% da população nacional)
- 2001 5.966 (4,3% da população nacional)
- 2012 7.344 (4,1% da população nacional)[1]

## Pessoas notáveis
- Damião Vaz d'Almeida